# Syndese
Syndese (von altgriechisch σύνδεσις syndesis, deutsch ‚Verbindung‘; Adjektiv: syndetisch) heißt in der Sprachwissenschaft eine durch syntaktische Funktionswörter (Konjunktionen) hergestellte Verkettung sprachlicher Ausdrücke derselben grammatischen Kategorie, also zum Beispiel von Wörtern, Syntagmata, Satzgliedern oder Sätzen. Beispiel: „Das sind alte und müde und besiegte Gestalten.“ Wird wie hier für die Reihung dasselbe Funktionswort verwendet, so bezeichnet man die Verbindung als polysyndetisch.
Das Gegenteil ist Asyndese (Adjektiv: asyndetisch; Beispiel: „Das sind alte, müde, besiegte Gestalten.“). Hier wird in der Schreibung das Satzzeichen Komma eingesetzt. In den Kommaregeln wird ein solcher Fall unter dem Stichwort Aufzählung behandelt. Wird an Stelle des Kommas ein anderes Aufzählungszeichen verwendet, gelten die im Abschnitt „Interpunktionsregeln“ des Artikels Aufzählungszeichen aufgeführten Regeln.
Eine Verkettung, bei der nur das letzte Element durch Konjunktion verbunden wird, ist monosyndetisch (Beispiel: „Das sind alte, müde und besiegte Gestalten.“). Ein sehr bekanntes Beispiel ist: „Ich kam, sah und siegte.“ Das Zitat ist im Deutschen monosyndetisch, im lateinischen Original dagegen asyndetisch: „Veni, vidi, vici“.
Der Gebrauch asyndetischer bzw. polysyndetischer Reihung als rhetorisches Stilmittel wird als Asyndeton bzw. Polysyndeton bezeichnet.